# Podróże Guliwera (film 1939)
Podróże Guliwera (ang. Gulliver’s Travels) – amerykański film animowany z 1939 roku w reżyserii Dave’a Fleischera.
Był to drugi na świecie pełnometrażowy kolorowy film animowany (po Królewnie Śnieżce i siedmiu krasnoludkach). Produkcja jest bardzo luźno oparta na powieści Jonathana Swifta Podróże Guliwera. Film otrzymał w 1940 dwie nominacje do Oscara – za najlepszą muzykę oryginalną (Victor Young) i najlepszą piosenkę „Faithful Forever” (Ralph Rainger).

## Fabuła
Podczas nocnego sztormu, 5 listopada 1699 roku, tonie statek dowodzony przez Lemuela Guliwera, a on sam z trudem wydostaje się na ląd, po czym traci przytomność i pozostaje na nieznanym wybrzeżu, które, jak się okazuje, zamieszkują dwa plemiona maleńkich ludzi – Liliputów i Blefusków. Guliwera przypadkowo zauważa jeden z Liliputów, Gabby. Uznaje go za niebezpiecznego olbrzyma i biegnie do miasta, by ostrzec współplemieńców, w tym króla i dworzan. Zostaje jednak zignorowany, gdyż na dworze królewskim trwają właśnie przygotowania do ślubu królewny Liliputów, Glorii, z królewiczem Blefusków, Davida. Gdy wydaje się, że wszystko jest już ustalone i gotowe, między dwoma królami dochodzi do sporu o to, którą piosenkę należy wykonać na ślubie książęcej pary – pieśń Liliputów „Wierność” czy pieśń Blefusków „Na zawsze”. Obaj władcy stawiają na swoim, aż w końcu wściekły król Blefusków niszczy tort weselny i wypowiada Liliputom wojnę, po czym wraca do swojego zamku. Król Liliputów, pokojowo nastawiony, martwi się perspektywą wojny, jednak w końcu Gabby’emu udaje się przekazać mu wiadomość o „olbrzymie” leżącym na plaży, po czym staje na czele ekspedycji mającej go schwytać i sprowadzić do miasta. Lilipuci przy pomocy wielu dźwigów i lin wiążą Guliwera i zawożą do miasta, gdzie obszukują go w poszukiwaniu broni i odbierają mu pistolet; przypadkowy wystrzał budzi Guliwera, który budzi się i uwalnia się. Chwilę później miasto zostaje zaatakowane przez Blefusków, którzy jednak na widok Guliwera uciekają w panice. Lilipuci widzą w nim swojego sprzymierzeńca, postanawiają go ugościć i uszyć mu nowe ubranie. Król Blefusków wysyła swoich trzech szpiegów, by zabili Guliwera. Szpiedzy kradną pistolet Guliwera i postanawiają użyć go przeciw niemu. Tymczasem Guliwer dowiaduje się od Davida i Glorii o przyczynie wojny i proponuje nową piosenkę, łączącą dwie zaproponowane przez królów.
Gdy szpiedzy Blefusków zawiadamiają króla, że wkrótce zabiją Guliwera, król wysyła list przez gołębia pocztowego, że zaatakuje o świcie. Gabby przechwytuje tę wiadomość i ostrzega Liliputów, ale sam zostaje schwytany przez szpiegów, którzy przygotowują pistolet. Gdy flota wojenna Blefusków zbliża się do floty Liliputów, Guliwer rozbraja marynarzy, łączy okręty i ciągnie je do brzegu. Szpiedzy strzelają do Guliwera z klifu, jednak David w ostatniej chwili rzuca się na lufę i odwraca strzał, spadając razem z pistoletem i, jak się wydaje, ginąc. Guliwer podniósł jego ciało i zbeształ Blefusków i Liliputów za prowadzenie wojny o tak błahą rzecz, a kiedy ci ogłaszają rozejm, ujawnia że David przeżył i przedstawia im swój pomysł śpiewania połączonej pieśni. Później Lilipuci i Blefuskowie wspólnie budują nowy statek, na którym Guliwer odpływa.

## Obsada głosowa
- Sam Parker – Lemuel Guliwer (dialogi)
- Max Smith – Lemuel Guliwer (śpiew)
- Pinto Colvig – Gabby
- Jack Mercer –
  - król Liliputów,
  - szpiedzy,
  - gołąb
  - królewicz David (dialogi)
- Tedd Pierce – król Blefusków
- Lovey Warren – królewna Gloria (dialogi)
- Jessica Dragonette – królewna Gloria (śpiew)
- Lanny Ross – królewicz David (śpiew)

## Odbiór
Klara Mietycka na łamach „Filmu” oceniła Podróże Guliwera pozytywnie. Zachwalała poziom animacji i komizmu oraz rekomendowała film jako „miłą rozrywkę dla młodzieży i dzieci”. Skrytykowała z kolei ekranizowanie jedynie pierwszej części powieści, co negatywnie odbiło się na tempie filmu oraz zbyt realistyczny projekt Guliwera, Glorii i Davida w stosunku do kreskówkowej reszty postaci.

## Dystrybucja
Tuż po wojnie dystrybutorem filmu w Polsce było Przedsiębiorstwo Państwowe Film Polski.
W Polsce po 1989 roku film był dystrybuowany na VHS z francuskim dubbingiem i polskim lektorem.
- Dystrybucja: Cass Film
- Lektor: Mirosław Utta[5]